# Brough Superior 4 litre
Der Brough Superior 4 litre  war ein PKW, den Brough Superior von 1935 bis 1936 baute. Er war das erste PKW-Modell des Herstellers und wurde daher anfangs unter dem Namen Brough Superior (ohne Typenbezeichnung) verkauft.
Der Wagen hatte einen Achtzylinder-Reihenmotor mit seitlich stehenden Ventilen mit einem Hubraum von 4168 cm³ (Bohrung × Hub = 76 mm × 114 mm), der eine Leistung von 125 bhp (92 kW) bei 4000/min. abgab. Dieser Motor wurde vom US-amerikanischen Automobilhersteller Hudson zugekauft. Der Wagen war mit zwei Starrachsen ausgestattet, die an Halbelliptikfedern aufgehängt waren. Der Radstand betrug 3048 mm, die Spurweite 1473 mm.
Die Höchstgeschwindigkeit lag bei 140 km/h. In 10 Sekunden waren 100 km/h erreicht.
Der 4 litre war ausschließlich als offener Wagen, Tourenwagen oder Cabriolet, erhältlich, deren Aufbauten von Atcherley in Birmingham geliefert wurden.
1936 ersetzte der etwas bescheidener motorisierte 3½ litre den 4 litre. In zwei Produktionsjahren entstanden etwa 85 Exemplare.